# Rychwał (gemeente)
De gemeente Rychwał is een stad- en landgemeente in het Poolse woiwodschap Groot-Polen, in powiat Koniński.
De zetel van de gemeente is in Rychwał.
Op 30 juni 2004 telde de gemeente 8425 inwoners.

## Oppervlakte gegevens
In 2002 bedroeg de totale oppervlakte van gemeente Rychwał 117,82 km², waarvan:
- agrarisch gebied: 77%
- bossen: 15%

De gemeente beslaat 7,46% van de totale oppervlakte van de powiat.

## Demografie
Stand op 30 juni 2004:
| Omschrijving                   | Totaal | Totaal | Vrouwen | Vrouwen | Mannen | Mannen |
| ------------------------------ | ------ | ------ | ------- | ------- | ------ | ------ |
| eenheid                        | aantal | %      | aantal  | %       | aantal | %      |
| inwoners                       | 8425   | 100    | 4293    | 51      | 4132   | 49     |
| bevolkingsdichtheid (inw./km²) | 71,5   | 71,5   | 36,4    | 36,4    | 35,1   | 35,1   |

In 2002 bedroeg het gemiddelde inkomen per inwoner 1320,27 zł.

## Administratieve plaatsen (sołectwo)
Biała Panieńska, Broniki, Czyżew, Dąbroszyn, Franki, Gliny, Grabowa, Grochowy, Jaroszewice Grodzieckie, Jaroszewice Rychwalskie, Kuchary Borowe, Kuchary Kościelne, Lubiny, Modlibogowice, Rozalin, Rybie, Siąszyce, Siąszyce Trzecie, Święcia, Wardężyn, Wola Rychwalska, Złotkowy, Zosinki.

## Aangrenzende gemeenten
Grodziec, Mycielin, Rzgów, Stare Miasto, Stawiszyn, Tuliszków